# Campionat capverdià de futbol 2008
La temporada 2008 de la Lliga capverdiana de futbol fou la 29a edició d'aquesta competició de futbol de Cap Verd. Va començar el 10 de maig i va finalitzar el 16 d'agost, més tard que l'any anterior. El torneig estava organitzat per la Federació Capverdiana de Futbol (FCF). L'Sporting Clube da Praia va guanyar el seu 7è títol, el 3r consecutiu, en derrotar el FC Derby. L'Sporting es va classificar per a la Champions League de la CAF 2009, la qual cosa va significar la darrera classificació d'un club capverdià per a aquesta competició fins a la data. Cap equip es va classificar per a la Copa Confederació africana de futbol del 2009.
L'Sporting Clube da Praia era el defensor del títol. Van participar en la competició un total de 12 clubs, un de cada lliga insular, i un més com a guanyador del títol de la temporada anterior.
Fins a aquesta temporada, l'Sporting Praia va ser el primer club a guanyar 3 títols consecutius, registre que va igualar el CS Mindelense l'any 2015.
Les victòries més àmplies foren per l'AD Bairro i per l'Sporting Clube da Praia, amb 6 gols davant, respectivament, del Fiorentina i del CD Corôa.

## Clubs participants
- Sporting Clube da Praia, guanyador del Campionat capverdià de futbol 2007
- Sal-Rei FC, guanyador de la Lliga de Boa Vista de futbol
- CD Corôa, guanyador de la Lliga de Brava de futbol
- Académica do Fogo, guanyador de la Lliga de Fogo de futbol
- Académica da Calheta, guanyador de la Lliga de Maio de futbol
- Académico do Aeroporto, guanyador de la Lliga de Sal de futbol
- Solpontense FC, guanyador de la Lliga de Santo Antão de futbol (Nord)
- Grupo Desportivo, Recreativo e Cultural Fiorentina, guanyador de la Lliga de Santo Antão de futbol (Sud)
- Desportivo Ribeira Brava, guanyador de la Lliga de São Nicolau de futbol
- FC Derby, guanyador de la Lliga de São Vicente de futbol
- Scorpion Vermelho, guanyador de la Lliga de Santiago de futbol (Nord)
- AD Bairro, finalista de la Lliga de Santiago de futbol (Sud)

### Informació sobre els clubs
| Club                                               | Seu              |
| -------------------------------------------------- | ---------------- |
| Académica da Calheta                               | Calheta          |
| Académica do Fogo                                  | São Filipe       |
| Académico do Aeroporto                             | Espargos         |
| AD Bairro                                          | Praia            |
| CD Corôa                                           | Vila Nova Sintra |
| FC Derby                                           | Mindelo          |
| Grupo Desportivo, Recreativo e Cultural Fiorentina | Porto Novo       |
| Desportivo Ribeira Brava                           | Ribeira Brava    |
| Sal-Rei FC                                         | Sal Rei          |
| Scorpion Vermelho                                  | Santa Cruz       |
| Solpontense FC                                     | Ponta do Sol     |
| Sporting Clube da Praia                            | Praia            |

## Classificació

### Grup A
| Pos. | Equip                    | PJ | PG | PE | PP | GF | GC | Dif.G | Pts. |
| ---- | ------------------------ | -- | -- | -- | -- | -- | -- | ----- | ---- |
| 1    | Sporting Clube da Praia  | 5  | 4  | 0  | 1  | 15 | 3  | +12   | 12   |
| 2    | Académica do Fogo        | 5  | 3  | 1  | 1  | 9  | 6  | +3    | 10   |
| 3    | Académico do Aeroporto   | 5  | 3  | 1  | 1  | 7  | 5  | +2    | 10   |
| 4    | Sal-Rei FC               | 5  | 1  | 2  | 2  | 5  | 8  | -3    | 5    |
| 5    | Desportivo Ribeira Brava | 5  | 1  | 1  | 3  | 2  | 6  | -4    | 4    |
| 6    | CD Corôa                 | 5  | 0  | 1  | 4  | 3  | 13 | -10   | 1    |

### Grup B
| Pos. | Equip                                              | PJ | PG | PE | PP | GF | GC | Dif.G | Pts. |
| ---- | -------------------------------------------------- | -- | -- | -- | -- | -- | -- | ----- | ---- |
| 1    | FC Derby                                           | 5  | 5  | 0  | 0  | 14 | 3  | +11   | 15   |
| 2    | AD Bairro                                          | 5  | 2  | 2  | 1  | 12 | 5  | +7    | 8    |
| 3    | Académica da Calheta                               | 5  | 2  | 2  | 1  | 8  | 8  | 0     | 8    |
| 4    | Solpontense FC                                     | 5  | 2  | 0  | 3  | 5  | 7  | -2    | 6    |
| 5    | Grupo Desportivo, Recreativo e Cultural Fiorentina | 5  | 0  | 2  | 3  | 2  | 8  | -6    | 2    |
| 6    | Scorpion Vermelho                                  | 5  | 0  | 2  | 3  | 2  | 8  | -6    | 2    |

## Resultats
| Sal Rei           | 0 - 1 | Académico Aeroporto | 10 maig |
| Sporting Praia    | 2 - 0 | Ribeira Brava       | 10 maig |
| Corôa             | 0 - 2 | Académica Fogo      | 8 juny  |
| Derby             | 4 - 1 | Scorpion Vermelho   | 10 maig |
| Académica Calheta | 1 - 0 | Solpotense          | 10 maig |
| Bairro            | 6 - 1 | Fiorentina          | 8 juny  |

| Académica Fogo      | 4 - 1 | Sal Rei           | 24 maig |
| Académico Aeroporto | 1 - 3 | Sporting Praia    | 24 maig |
| Ribeira Brava       | 1 - 0 | Corôa             | 25 maig |
| Scorpion Vermelho   | 0 - 0 | Bairro            | 24 maig |
| Fiorentina          | 2 - 3 | Académica Calheta | 24 maig |
| Solpotense          | 0 - 1 | Derby             | 15 maig |

| Sal Rei           | 2 - 1 | Sporting Praia      | 31 maig |
| Académica Fogo    | 2 - 1 | Ribeira Brava       | 31 maig |
| Corôa             | 1 - 2 | Académico Aeroporto | 1 juny  |
| Bairro            | 3 - 0 | Solpotense          | 31 maig |
| Académica Calheta | 1 - 3 | Derby               | 31 maig |
| Fiorentina        | 1 - 0 | Scorpion Vermelho   | 31 maig |

| Sporting Praia    | 6 - 0 | Corôa               | 14 juny |
| Académica Fogo    | 1 - 1 | Académico Aeroporto | 14 juny |
| Ribeira Brava     | 0 - 0 | Sal Rei             | 15 juny |
| Derby             | 1 - 0 | Bairro              | 14 juny |
| Fiorentina        | 1 - 2 | Solpotense          | 14 juny |
| Scorpion Vermelho | canc. | Académica Calheta   | 15 juny |

| Sporting Praia      | 3 - 0 | Académica Fogo    | 28 juny |
| Académico Aeroporto | 2 - 0 | Ribeira Brava     | 28 juny |
| Corôa               | 2 - 2 | Sal Rei           | 29 juny |
| Derby               | 5 - 1 | Fiorentina        | 28 juny |
| Solpotense          | 3 - 1 | Scorpion Vermelho | 28 juny |
| Bairro              | 3 - 3 | Académica Calheta | 5 juny  |

## Fase final
|  | Semifinals | Semifinals              | Semifinals              | Semifinals | Semifinals |   |          | Final | Final | Final | Final | Final |
|  |            |                         |                         |            |            |   |          |       |       |       |       |       |
|  |            | Académica do Fogo       | 1                       | 1          | 2          |   |          |       |       |       |       |       |
|  |            | FC Derby                | 2                       | 3          | 5          |   |          |       |       |       |       |       |
|  |            | FC Derby                | 2                       | 3          | 5          |   | FC Derby | 1     | 0     | 1     |       |       |
|  |            |                         |                         |            |            |   | FC Derby | 1     | 0     | 1     |       |       |
|  |            |                         | Sporting Clube da Praia | 0          | 3          | 3 |          |       |       |       |       |       |
|  |            | AD Bairro               | Sporting Clube da Praia | 0          | 3          | 3 | 3        | 0     | 3     |       |       |       |
|  |            | AD Bairro               |                         |            |            |   | 3        | 0     | 3     |       |       |       |
|  |            | Sporting Clube da Praia | 2                       | 2          | 4          |   |          |       |       |       |       |       |

### Semifinals
| AD Bairro | 3:2 | Sporting Clube da Praia |
| --------- | --- | ----------------------- |
|           |     |                         |

 Estádio da Várzea
Praia
| Académica do Fogo | 1:2 | FC Derby |
| ----------------- | --- | -------- |
|                   |     |          |

 Estadio 5 de Julho
São Filipe
| Sporting Clube da Praia | 2:0 | AD Bairro |
| ----------------------- | --- | --------- |
|                         |     |           |

 Estádio da Várzea
Praia
| FC Derby | 2:1 | Académica do Fogo |
| -------- | --- | ----------------- |
|          |     |                   |

 Estádio Municipal Adérito Sena
Mindelo

### Final
| FC Derby   | 1:0 | Sporting Clube da Praia |
| ---------- | --- | ----------------------- |
| Nelson 36' |     |                         |

 Estádio Municipal Adérito Sena
Mindelo
| Sporting Clube da Praia             | 3:0 | FC Derby |
| ----------------------------------- | --- | -------- |
| Zé di Tchetcha 1' 21' · Platini 64' |     |          |

 Estádio da Várzea
Praia
| Guanyador Sporting Clube da Praia 7è títol |

## Estadístiques
- Màxim golejador: Fufuco (9)
- Victòria més àmplia: Sporting Praia 6-0 Corôa (14 juny)